# Ga, ga. Chwała bohaterom
Ga, ga. Chwała bohaterom – polska fantastycznonaukowa dystopia filmowa z 1986 w reżyserii Piotra Szulkina. Scenariusz filmu powstał na podstawie powieści Kryptonim Psima (1982) Mirosława P. Jabłońskiego oraz filmu Twaróg (1963) Piera Paola Pasoliniego. Film Szulkina jest ostatnią częścią tetralogii tego reżysera, złożonej również z filmów Golem, O-bi, o-ba. Koniec cywilizacji oraz Wojna światów – następne stulecie.

## Opis fabuły
Akcja filmu toczy się w XXI wieku. W świecie filmu ludzkość dokonała kolonizacji sąsiednich planet. Postęp techniczny w znacznym stopniu wyeliminował konieczność wykonywania pracy przez ludzi, co sprawiło, iż zaczęło m.in. brakować chętnych do wykonywania trudnego i niebezpiecznego zawodu, jakim był pilot promów kosmicznych. Braki kadrowe sprawiły, że zadanie to zaczęto powierzać więźniom. Jednym z takich więźniów-pilotów jest główny bohater, Scope.
Podczas jednej z misji Scope dociera do planety Australia-458, gdzie poznaje początkującą prostytutkę imieniem Once, i po zniknięciu której zostaje oskarżony przez miejscową policję o morderstwo, a następnie o gwałt na nieletniej. Celem tych działań jest chęć zorganizowania spektakularnej egzekucji w obecności tłumów na stadionie. Scope zostaje aresztowany, a śledczy proponuje mu uwolnienie w zamian za dokonanie zbrodni, za którą można by go skazać na śmierć. Scope zgadza się widząc w tym szansę na kontynuację poszukiwań Once. Pomoc w nich deklaruje mu sutener Al, który oferuje mu przekazanie Once w zamian za dużą kwotę pieniędzy. Aby ją zdobyć, Scope przeprowadza napad na bank, a następnie wymienia łup na Once. Obydwoje szczęśliwie docierają do pojazdu kosmicznego i odlatują w poszukiwaniu bezludnej planety.

## Obsada
- Daniel Olbrychski – Scope
- Katarzyna Figura – Once
- Jerzy Stuhr – urzędnik Chudy
- Leon Niemczyk – showman
- Jan Nowicki – sutener Al
- Włodzimierz Musiał – drugi bohater
- Mariusz Benoit – właściciel domu dla bohaterów
- Bożena Dykiel – właścicielka domu dla bohaterów
- Maria Ciunelis – córka właścicieli domu dla bohaterów
- Jerzy Trela – dyrektor więzienia
- Henryk Bista – pastor
- Bronisław Wrocławski – strażnik więzienny #1
- Jacek Strzemżalski – strażnik więzienny #2
- Krzysztof Chojnacki – strażnik więzienny #3
- Marek Walczewski – oficer śledczy
- Dorota Stalińska – dojrzała prostytutka
- Krzysztof Majchrzak – policjant z urwaną ręką
- Marcin Sznajder – policjant
- Stanisław Manturzewski – rewident
- Jerzy Januszewicz – barman
- Krystyna Tkacz – sprzątaczka w domu publicznym
- Gabriela Kownacka – blondynka z komputera
- Zofia Saretok – klientka w banku
- Stanisław Gawlik – strażnik w banku
- Andrzej Chichłowski – urzędnik bankowy #1
- Tadeusz Wójcik – urzędnik bankowy #2
- Krystyna Kołodziejczyk – urzędniczka bankowa
- Michał Sumiński – dziennikarz telewizyjny
- Marcin Troński – prelegent telewizyjny
- Monika Jóźwik – seksbomba u drugiego bohatera #1
- Magdalena Kuta-Jastrzębska – seksbomba u drugiego bohatera #2
- Anna Majcher – seksbomba u drugiego bohatera #3
- Danuta Kowalska – seksbomba u drugiego bohatera #4

## Produkcja

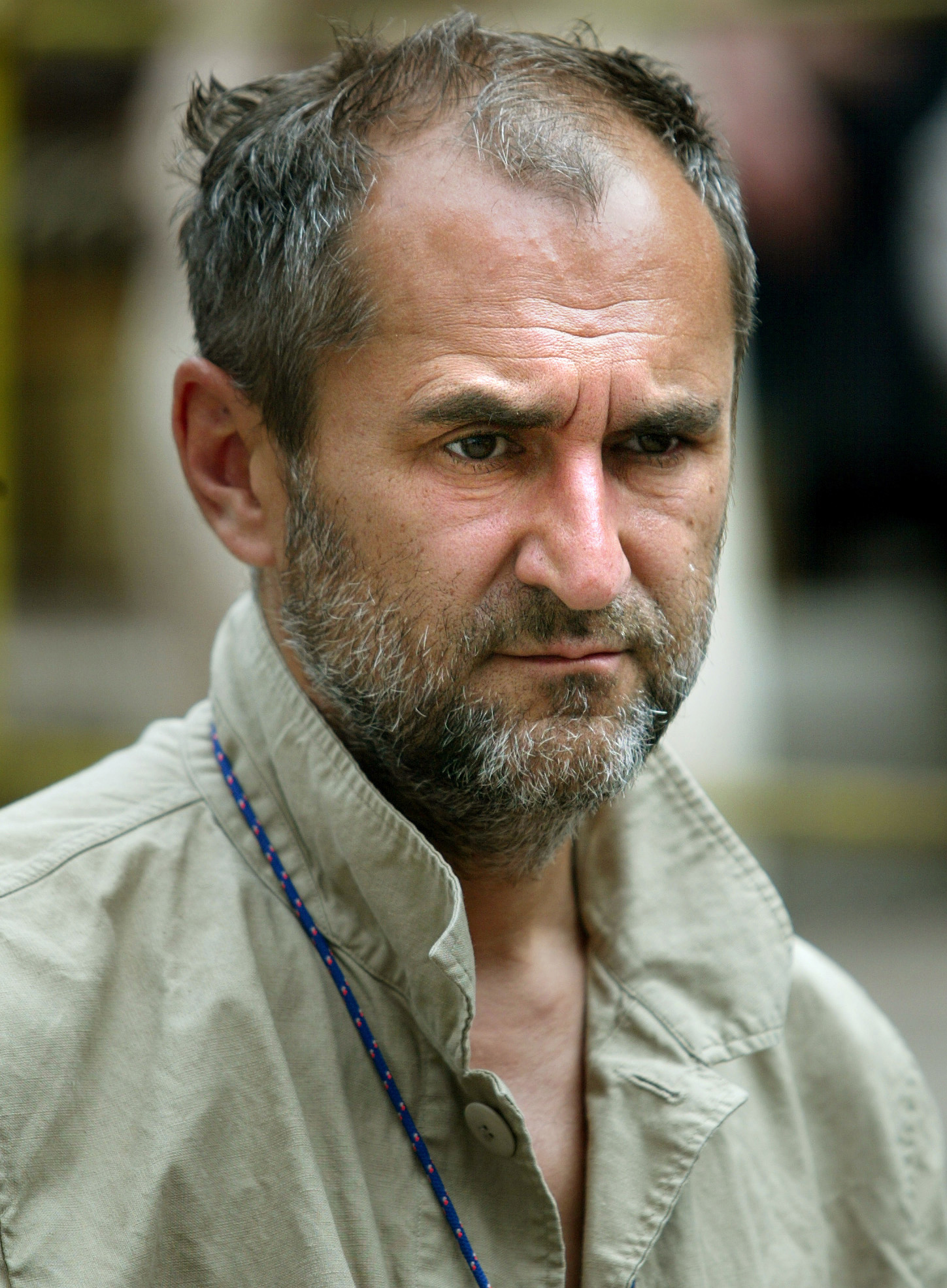
Piotr Szulkin, reżyser filmu (2003)

Film Ga, ga został wyprodukowany przez Zespół Filmowy Perspektywa. Za reżyserię filmu odpowiadał Piotr Szulkin, który napisał też doń scenariusz. Zdjęcia do filmu zrealizował Edward Kłosiński, natomiast muzykę skomponował Zbigniew Górny. Scenografię do filmu stworzyła Halina Dobrowolska. Zdjęcia kręcono w Warszawie.

## Odbiór
Krzysztof Loska pisał, iż w porównaniu z poprzednimi częściami tetralogii „przerysowanie, charakterystyczne dla groteskowego sposobu przedstawiania, jest tu jednak znacznie głębsze [...], na skraju autoparodii”. Jakub Sebastian Konefał uznał Ga, ga za „adekwatną próbę wyszydzenia wszechobecnej poetyki amerykańskiej fali komiksowych superprodukcji”, czego dowodzi najbardziej pozbawiona właściwości i cech charakteru postać Scope’a. Konefał zauważył, że to właśnie Ga, ga ze wszystkich dzieł tetralogii Szulkina „jest filmem, który najbardziej podoba się młodszemu pokoleniu widzów”. 
Film obejrzało prawie 415 tysięcy osób.